# Adenia monadelpha
Adenia monadelpha là một loài thực vật có hoa trong họ Lạc tiên. Loài này được H.Perrier mô tả khoa học đầu tiên năm 1940.